# Челси (Върмонт)
Вижте пояснителната страница за други значения на Челси.
Челси (на английски: Chelsea) е град в САЩ, административен център на окръг Ориндж, щата Върмонт. Градът е разположен на 399 метра надморска височина и има население 1281 души (по приблизителна оценка за 2017 г.).